# دينيسي أوكودا
دينيسي أوكودا (بالإنجليزية: Denise Okuda)‏ هي كاتِبة أمريكية، ولدت في القرن العشرين.

## وصلات خارجية
- دينيسي أوكودا على موقع IMDb (الإنجليزية)